# Actinopteryx fucicola
Actinopteryx fucicola é uma espécie de insetos coleópteros polífagos pertencente à família Ptiliidae.
A autoridade científica da espécie é Allibert, tendo sido descrita no ano de 1844.
Trata-se de uma espécie presente no território português.